# St. Maria (Steinach an der Ens)

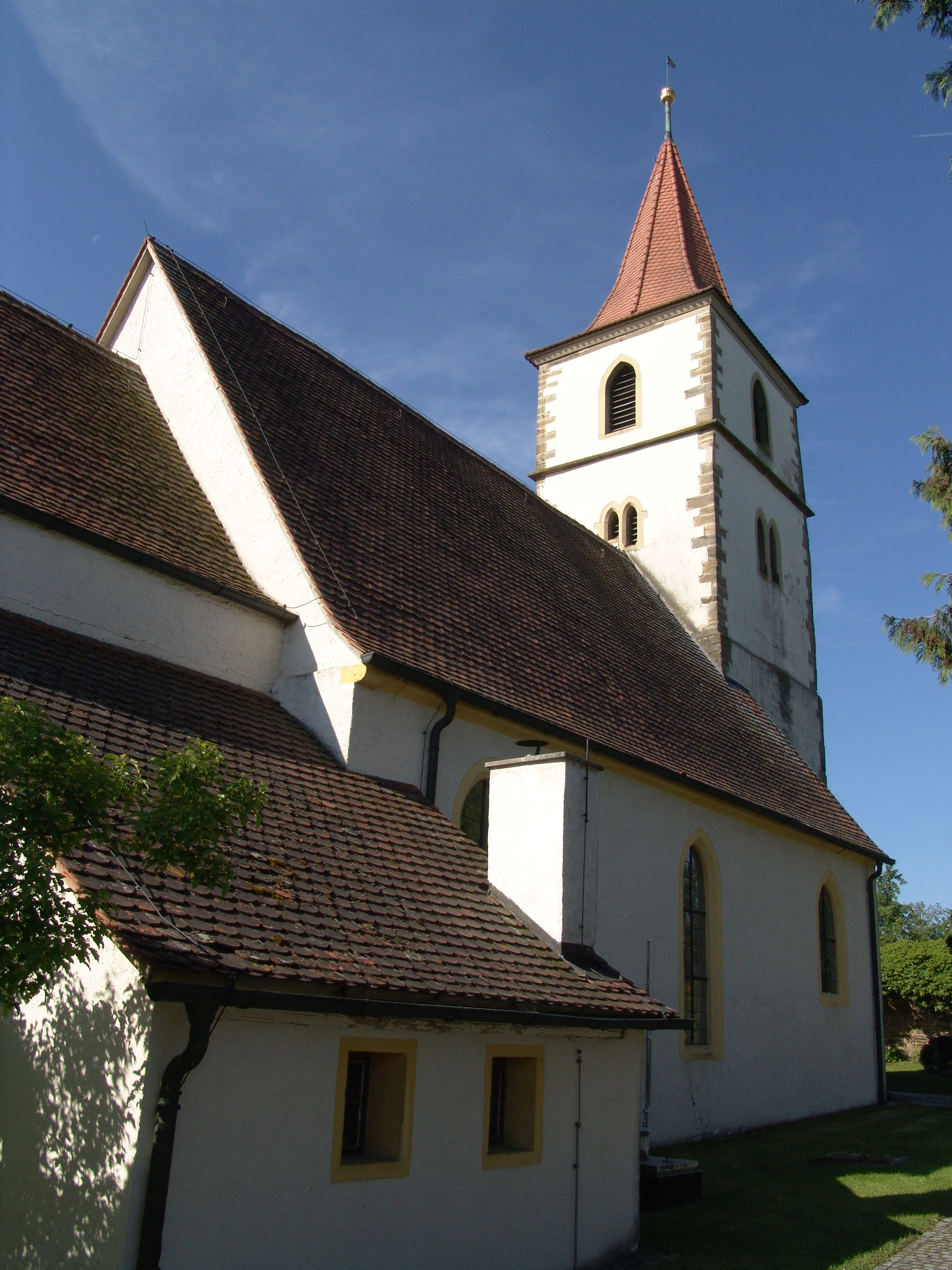
St. Maria (Steinach an der Ens)

Die denkmalgeschützte, evangelisch-lutherische Pfarrkirche St. Maria steht in Steinach an der Ens, einem Gemeindeteil der Gemeinde Gallmersgarten im Landkreis Neustadt an der Aisch-Bad Windsheim (Mittelfranken, Bayern). Die Kirche ist unter der Denkmalnummer D-5-75-124-11 als Baudenkmal in der Bayerischen Denkmalliste eingetragen. Die Kirchengemeinde gehört zum Dekanat Rothenburg ob der Tauber im Kirchenkreis Ansbach-Würzburg der Evangelisch-Lutherischen Kirche in Bayern.

## Beschreibung
Der Kirchturm im Westen und der eingezogene, dreiseitig geschlossene Chor im Osten, der von Strebepfeilern gestützt wird, stammen im Kern aus der 1. Hälfte des 14. Jahrhunderts. Das Langhaus wurde 1608 erneuert. Der Kirchturm  wurde 1787 auf vier Geschosse aufgestockt, um den Glockenstuhl für drei Kirchenglocken unterzubringen, und mit einem achtseitigen Knickhelm bedeckt. Der Innenraum des Chors, in dem sich Reste von Wandmalereien befinden, ist mit einer Kassettendecke überspannt, der des Langhauses, der mit Emporen ausgestattet ist, mit einer Holzbalkendecke. Zur Kirchenausstattung gehören ein Altar, dessen Altarretabel aus der Mitte des 18. Jahrhunderts stammt, mit einem modernen Altarkreuz und die 1608 gebaute Kanzel.

## Pfarrer von St. Maria
| - 1280–???? Heinricus decanus von Steinach - 1489–1509 Johann Conrad Preisinger - 1509–1531 Friedrich Beuschel - 1531–1540 Friedrich Hofmann - 1540–1562 Caspar Beck - 1562–1568 Johann Reuchlin - 1568–1574 Jacob Eberlein - 1574–1576 Melchior Hertel (Pfarrer zu Steinsfeld) - 1576–1599 Bernhard Zilch - 1600–1620 Johann Walther - 1621–1633 M. Johann Christoph Walther, filius - 1633–1646 Georg Weigel - 1647–1682 Wolfgang Meichsner - 1683–1701 Johann Friedrich Meichsner | - 1702–1713 M. Carl Friedrich Beck - 1708–1709 Johann Eberhard Zwanziger - 1710–1717 Georg Heinrich Gryphius - 1718–1729 Friedrich Abraham Marckart Schleusinger-Francus - 1730–1754 Johann Willhelm Meichsner - 1754–1784 Georg Konrad Prell - 1784–1821 Friedrich Peter Weiss - 1822–1845 Johann Friedrich Schmidt - 1846–1876 Johann Friedrich Christian Ferdinand Brügel - 1876–1905 Ludwig Johannes Wucherer - 1905–1933 Michael Hüsam - 1933–1961 Gottlieb Deininger - 1961–1969 Adolf Rusam - 1969–1995 Arno Schneider - seit 1995 Walter Drescher |